# Pentheochaetes trinidadensis
Pentheochaetes trinidadensis là một loài bọ cánh cứng trong họ Cerambycidae.